# Chiến dịch Toropets–Kholm
Chiến dịch Toropets–Kholm là một chiến dịch phản công của Hồng quân Liên Xô diễn ra ở phía Nam Hồ Ilmen trong Cuộc chiến tranh vệ quốc vĩ đại, kéo dài từ ngày 9 tháng 1 đến ngày 6 tháng 2 năm 1942. Kết quả của chiến dịch này là sự hình thành của cái túi Kholm, là việc quân đoàn số 2 của quân đội phát xít Đức bị vây trong cái túi Demyansk, và Trung đoàn số 189 của Đức bị tiêu diệt gần Andreapol.

## Bối cảnh
Sau khi đẩy lui phát xít Đức ra khỏi thủ đô Mạc Tư Khoa trong tháng 12 năm 1941, Bộ Tổng Tư lệnh Tối cao Liên Xô STAVKA quyết định mở một chiến dịch phản công trên diện rộng nhằm thanh toán hoàn toàn số quân xâm lược Đức hiện đóng trên lãnh thổ Liên Xô. Quân Đức không thể nào ngờ được rằng Hồng quân có khả năng mở một chiến dịch tấn công quy mô lớn như vậy, và thế là quân Đức bị dính những đòn tấn công bất ngờ ở những khu vực mà họ cho là "yên ắng" như phía Nam Hồ Ilmen.

## Mục tiêu chiến dịch
Phương diện quân Tây Bắc do tướng P. A. Kurochkin được giao nhiệm vụ tấn công quân Đức theo hai hướng với xuất phát điểm ở phía Nam Hồ Ilmen. Hướng thứ nhất là một mũi tấn công trực diện xuyên qua Staraya Russa nhằm cắt đôi Tập đoàn quân số 18 và số 16 của Đức; phối hợp với nỗ lực giải vây cho Leningrad của Phương diện quân Volkhov và Phương diện quân Leningrad. Mũi tiến công thứ hai theo hướng Tây Nam nhằm vào. Đòn tấn công này do các tập đoàn quân số 33, số 3 và tập đoàn quân xung kích số 4 đảm nhiệm (hai tập đoàn quân sau vừa mới được thay đổi tên gọi). Mục tiêu cao nhất của chiến dịch là hình thành một gọng kìm lớn ở phía Bắc nhằm hợp vây toàn bộ Cụm Tập đoàn quân Trung tâm của phát xít Đức.

## Binh lực đôi bên

### Hồng quân Xô Viết
- Phương diện quân Tây Bắc (quân số chừng 122.100 người)
  - Tập đoàn quân xung kích số 3
  - Tập đoàn quân xung kích số 4
    - Sư đoàn bộ binh số 249

### Phát xít Đức
- Cụm Tập đoàn quân Bắc
  - Tập đoàn quân số 16
    - Quân đoàn số 3
      - Sư đoàn bộ binh số 123
        - Trung đoàn bộ binh số 416
        - Trung đoàn bộ binh số 418

      - Sư đoàn bộ binh số 81
        - Trung đoàn bộ binh số 189

      - Lữ đoàn kỵ binh SS

## Diễn biến chiến dịch
Mũi tấn công của Tập đoàn quân xung kích số 3 và số 4 tỏ ra cực kỳ thành công. Phòng tuyến của quân Đức tại đây bị phá tan tành và quân Đức chịu tổn thất cực lớn. Phát xít Đức đã phán đoán sai hướng tấn công, đồng thời họ thiếu hụt lực lượng dự bị; tất cả những điều đó đã để lại một chỗ sơ hở lớn trên phòng tuyến Đức cho Hồng quân khai thác với kết quả lớn - chọc được một lỗ thủng lớn vào sâu trong hậu cứ quân Đức. Hồng quân Xô Viết cũng không có đầy đủ cơ số đạn dược, quân nhu... tuy nhiên trong quá trình chiến đấu họ đã đánh chiếm được những kho dự trữ quân nhu, quân dụng,... rất lớn của phát xít Đức tại Toropets.
Trong chiến dịch này Hồng quân không nhận được nhiều sự hỗ trợ từ các đơn vị xe tăng; so với nhu cầu về xe tăng đúng theo học thuyết chiến tranh chiều sâu và xét tới tình hình chiến cục những năm sau đó, quả là lực lượng tăng thiết giáp Hồng quân Xô Viết hoàn toàn quá thiếu để có thể đáp ứng nhu cầu chiến tranh. Tập đoàn quân xung kích số 4 của Yeryomenko chỉ có 2 tiểu đoàn xe tăng: tiểu đoàn xe tăng số 17 có 12 xe tăng Matilda II, 9 xe tăng Valentine của Hoa Kỳ (viện trợ cho Liên Xô theo chương trình Cho vay-cho thuê và 10 xe tăng T-60; tiểu đoàn xe tăng số 141 có 4 xe tăng KV-1, 6 xe tăng T-34 và 20 xe tăng T-60.
Mũi tấn công của Hồng quân quá mạnh đến mức lực lượng phòng thủ của quân Đức, sư đoàn bộ binh số 123 - vốn phòng thủ trên một chiến tuyến dài 30 cây số - bị mất hai trung đoàn ngay lập tức. Hai trung đoàn này bị dàn quá mỏng trên những vị trí quan trọng và vì vậy không thể ứng cứu cho nhau - và thế là Hồng quân Liên Xô chỉ đơn giản luồn qua khoảng trống giữa chúng. Các hỏa điểm của quân Đức sau đó bị tiêu diệt, gây cho quân Đức nhiều thương vong. Một lực lượng dự bị của phát xít Đức là sư đoàn bộ binh số 81 được điều tới đây trong những ngày cuối cùng của tháng 12. Trung đoàn bộ binh số 189 (trung đoàn trưởng: Đại tá Hohmeyer) của nó và tiểu đoàn pháo binh số 2 của trung đoàn bộ binh số 181 và đại đội số 3 của Tiểu đoàn công binh số 181 ngay lập tức bị chặn đứng tại Toropets và Andreapol. Từ đây mũi tiến công của chúng về phía Okhvat bị Hồng quân bao vây và tiêu diệt hoàn toàn vào ngày 14 tháng 1 năm 1942. 1.100 xác chết của quân Đức được tìm thấy trong một khu rừng gần Okhvat, bao gồm cả viên trung đoàn trưởng về sau được truy phong lên Thiếu tướng. Chỉ có 40 binh sĩ Đức sống sót chạy về được với lực lượng chính. Trận đánh diễn ra quá nhanh đến mức sự xuất hiện của các lực lượng Đức trong thời điểm đó vẫn còn chưa được ghi nhận trên bản đồ tác chiến của quân Đức.

## Kết quả
Mục tiêu hợp vây toàn bộ Cụm Tập đoàn quân Trung tâm rõ ràng là không thực hiện được, tuy nhiên đòn tấn công của hai Tập đoàn quân xung kích của Hồng quân đã tạo nên một chỗ lồi ăn sâu vào trận tuyến quân Đức - đây sẽ là một trong những mối lo ngại lớn của phát xít Đức suốt cả năm 1942 cho khi quân Đức rút khỏi "chỗ lồi" Rzhev vào tháng 3 năm 1943. Mũi tấn công của Liên Xô còn tạo ra hai "cái túi" ở Kholm và Demyansk.
Trong trận này thương vong của Hồng quân Liên Xô là 29.200 chết/mất tích, bị thương/ốm, bị bắt. Về phía Đức, trung đoàn bộ binh số 189 bị tiêu diệt hoàn toàn, trung đoàn bộ binh số 416/418 bị mất hơn 50% quân số

### Sách
- Ziemke, E.F. 'Moscow to Stalingrad'
- Vilinov, M.A. 'Features of the Toropets-Kholm Operation' VIZH 1988 Issue 1, English translation
- Haupt, W. 'Army Group North'
- MGFA (ed.) 'Generalfeldmarshall Ritter von Leeb'.